# Franco Grillini
Franco Grillini (né le 14 mars 1955 à Pianoro) est un homme politique et un activiste gay italien. Il a été, dans les années 1980, l'un des premiers présidents de l'association militante italienne Arcigay, luttant pour les droits des personnes LGBT,.

## Biographie
Franco Grillini est né à Pianoro, près de Bologne, en 1955. Ses parents étaient d'anciens paysans devenus ouvriers. Il a un diplôme d'université en éducation et a exercé comme journaliste, en créant la revue CON/TATTO en 1989, puis en lançant en 1998 le site web Notizie Omosessuali Italiane (NOI, acronyme voulant dire "nous" en italien), qui devient Gaynews.it en 2004.
Il est principalement connu comme militant communiste et activiste pour les droits LGBT+ en Italie. Il se lance en politique dans les années 1970, pour le Parti d'unité prolétarienne. Aux élections en 1985, il se présente en tant que candidat du parti communiste italien dans la province de Bologne. Il est élu au conseil provincial de Bologne en 1990 et réélu à deux reprises. Après la dissolution du parti communiste en 1991, il rejoint le parti démocrate et est élu au parlement italien en 2001, puis réélu en 2006.
Le coming out de Franco Grillini, en 1982, coïncide avec l'épidémie du sida. Il aide à fonder, à Bologne, le Circolo Omosessuale Ventotto Giugno. En 1985, cette organisation devient Arcigay, une organisation gay au niveau national de l'Italie. Franco Grillini en devient le président en 1987 jusqu'en 1998 ; il participe à la reconnaissance des lesbiennes dans l'organisation.
En 2014, il est affecté par un cancer qui l'empêche de marcher. Il bénéficie de traitements qui lui permettent d'annoncer la rémission du cancer en 2023. Cette même année, un documentaire sur son activisme pour les droits LGBT+ est diffusé. Il est réalisé par Filippo Vendemmiati et basé sur le livre de Franco Grillini, Ecce homo (jeu de mots sur le latin « Je suis un homme » et le sens gay du mot « homo »).
En 2024, il annonce écrire un nouveau livre, Sette anni in Parlamento.